# هيفنلي سورد
هيفنلي سورد Heavenly Sword لعبة فيديو حصرية لجهاز البلاي ستيشن 3 باعت اللعبة أكثر من مليون نسخة.

## روابط خارجية
- هيفنلي سورد على موقع IMDb (الإنجليزية)
- هيفنلي سورد على موقع كينوبويسك (الروسية)